# مقاطعة لاغرانغ (إنديانا)
مقاطعة لاغرانغ (بالإنجليزية: LaGrange County, Indiana)‏ هي إحدى مقاطعات ولاية إنديانا في الولايات المتحدة. تأسست سنة 1832، بلغ عدد سكانها 37128 نسمة في عام 2010 حسب إحصاء مكتب تعداد الولايات المتحدة وتصل الكثافة السكانية فيها 37.77 نسمة/كم2.

## وصلات خارجية
- www.lagrangecounty.org
- United States Counties